# Hans Lindberg

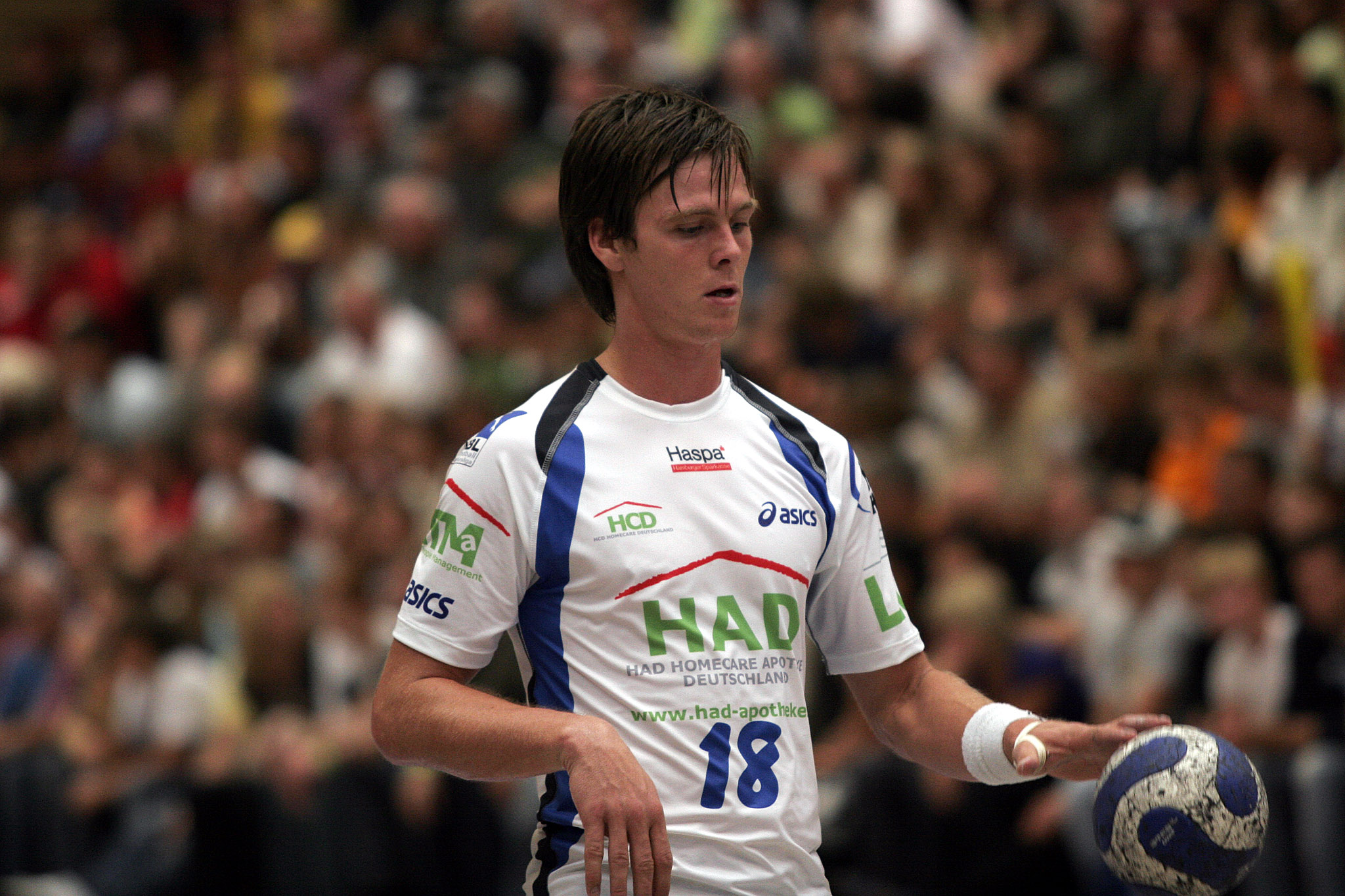
Hans Lindberg se prépare pour l'une de ses spécialités, le jet de 7m.

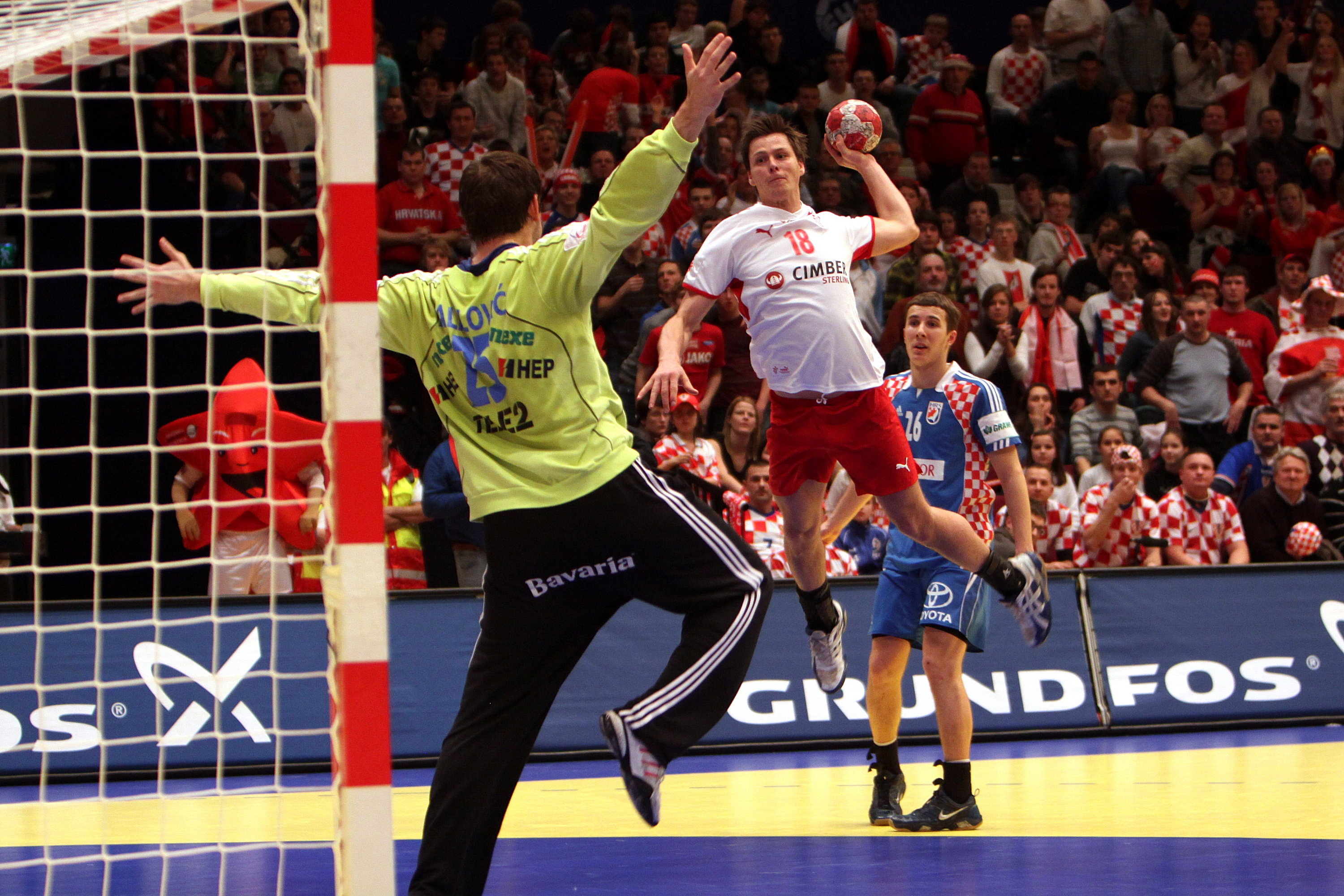
Hans Lindberg sous le maillot de l'équipe nationale.

Hans Lindberg, né le 1er août 1981, est un handballeur danois évoluant au poste d'ailier droit.
Avec l'équipe nationale du Danemark, il est notamment double champion d'Europe en 2008 et 2012 et double champion du monde en 2019 et 2023 et champion olympique en 2024.
En mai 2023, il est devenu le meilleur buteur de l'histoire du championnat d'Allemagne, devançant le Sud-coréen Yoon Kyung-shin,.

## Palmarès

### Club
Compétitions internationales
- Ligue des champions (C1)
  - Vainqueur (1) : 2013
  - 3e place en 2011
- Ligue européenne (C3)
  - Vainqueur (1) : 2018, 2023
  - Finaliste (3) : 2017, 2019, 2021
- Coupe du monde des clubs
  - Vainqueur (1) : 2016

Compétitions nationales
- Championnat d'Allemagne
  - Vainqueur (1) : 2011
  - Vice-champion (2) : 2009 et 2010
- Vainqueur de la Coupe d'Allemagne (1) : 2010
- Supercoupe d'Allemagne
  - Vainqueur (2) : 2009 et 2010
  - Finaliste (1) : 2008
- Finaliste du Championnat du Danemark en 2007

### Sélection nationale
Hans Lindberg cumule 308 sélections et 809 buts marqués entre le 19 mars 2003 et le 19 janvier 2024. Ses résultats en compétition internationale sont :
Championnats du monde
- Médaille de bronze du championnat du monde 2007,  Allemagne
- Médaille d'argent du championnat du monde 2011,  Suède
- Médaille d'argent du championnat du monde 2013,  Espagne
- 5e place championnat du monde 2015,  Qatar
- 10e place championnat du monde 2017,  France
- Médaille d'or au championnat du monde 2019,  Danemark et  Allemagne
- Médaille d'or au championnat du monde 2023,  Suède et  Pologne

Championnats d'Europe
- Médaille d'or au championnat d'Europe 2008,  Norvège
- Médaille d'or au championnat d'Europe 2012,  Serbie
- Médaille d'argent au championnat d'Europe 2014,  Danemark
- 6e place au championnat d'Europe 2016,  Pologne
- 4e place au championnat d'Europe 2018,  Danemark
- 13e place au championnat d'Europe 2020,  Suède
- Médaille de bronze au championnat d'Europe 2022,  Hongrie et  Slovaquie
- Médaille d'argent au championnat d'Europe 2024,  Allemagne

Jeux olympiques
- 7e place aux Jeux olympiques 2008 à Pékin,  Chine
- 6e place aux Jeux olympiques 2012 à Londres,  Royaume-Uni
- Blessé, il n'a pas participé au titre de champion olympique en 2016,  Brésil
- Médaille d'or aux Jeux olympiques de 2024

### Distinctions personnelles
- Élu meilleur ailier droit du championnat du monde 2013 en Espagne[4]
- Élu meilleur handballeur de l'année au Danemark en 2009[5]
- Élu meilleur ailier droit de l'année au Danemark en 2003, 2004, 2005, 2006 et 2007 [6]
- Meilleur buteur de l'histoire du championnat d'Allemagne[2],[3]
- Meilleur buteur du Championnat du Danemark en 2007 avec 187 buts en 26 matchs
- Meilleur buteur du Championnat d'Allemagne en 2010 avec 257 buts en 34 matchs[7], en 2013 avec 235 buts en 34 matchs[8] et 2022 avec 242 buts en 34 matchs (2e en 2012)
- Meilleur buteur de la Ligue des champions en 2013 avec 101 buts en 16 matchs[9]
- Élu dans l’équipe « 7 Monde » par le journal L’Équipe en 2013[10].